# Paraxestia flavicaudata
Paraxestia flavicaudata là một loài bướm đêm trong họ Noctuidae.